# 다구치 요시고로

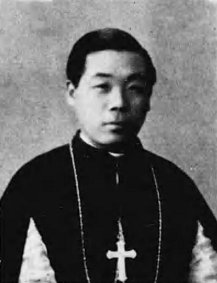
다구치 요시고로

다구치 요시고로(일본어: 田口芳五郎, たぐち よしごろう, 1902년 7월 20일 ~ 1978년 2월 23일)은 일본의 가톨릭 성직자·추기경이다. 세례명은 바오로이다.
나가사키현 출신이다. 1928년 사제 서품을 받은 후 활발한 사회 사업 활동을 했다. 오사카 성 요셉 선교 수녀회를 창설했으며, 학교 법인을 통해 효고현 아마가사키시에 있는 성 토마스 대학교를 설립했다. 1969년 오사카 대교구 대주교로 서임되어 1978년 선종 때까지 대주교로 재직했다. 1973년 교황 바오로 6세에 의해 일본인으로는 사상 두 번째로 추기경으로 임명되었으며, 당시 일본 유일의 추기경이었다.